# Tamanduamyia bichuettae
Tamanduamyia bichuettae — вид двокрилих комах родини Mythicomyiidae. Описаний у 2023 році.

## Назва
Вид названо на честь бразильської зоологині Марії Еліни Бішют з Федерального університету Сан-Карлос, яка зробила великий внесок у вивчення печерної фауни.

## Поширення
Ендемік Бразилії. Виявлений у муніципалітеті Серра-ду-Рамалью у штаті Баїя. Типову серію дослідники зібрали під час відпочинку біля входу у вапнякову печеру.